# 戸塚区

戸塚駅東口

戸塚区（とつかく）は、横浜市を構成する18行政区のうちの一つ。「塚」は旧字体の「塚」が使われることもある。
横浜市で一番広い区（35.7km2）であり、人口は約28万人で18区中4位（人口密度は10位、2020年）。1604年に成立した旧東海道の戸塚宿に代表される歴史的資源が残る区である。1950年代以降は、道路網の整備や鉄道の延伸、工場の進出や宅地開発などで人口が急増した。1975年には、人口が全国の政令指定都市行政区の中で最大となった。

## 略歴
江戸時代の1604年に成立した旧東海道の宿場町である戸塚宿が、現在の戸塚区の中心地となっている。戸塚宿は、朝に江戸を発った当時の旅人の一番目の宿泊地として最適であり、鎌倉への遊山の道、大山参詣の道の分岐の宿でもあったため賑わった。
明治時代になると東海道本線が開通し、1887年に戸塚駅が開業した。これに伴い、旧戸塚宿周辺は、この地域の行政、経済、交通の中心地となっていった。そのほかの地域は、米づくりを主とした農村であった。
1935年前後には、軍需工業の拡大に伴い東海道沿線の戸塚も新興工場地帯として発展した。1950年代以降は、道路網の整備や鉄道の延伸、工場の進出や宅地開発などで人口が急増した。高度経済成長期以降は、東京などのベッドタウンとしても発展した。1975年10月には、戸塚区の人口が全国の政令指定都市行政区の中で最大となった。
1980年に東戸塚駅が開業し、駅周辺では区画整理事業によるまちづくりが行われた。1985 年には市営地下鉄舞岡駅、1987年に市営地下鉄戸塚駅が開業して地下鉄が乗り入れた。これに伴い戸塚駅東口周辺の再開発も進められた。
戸塚駅西口周辺の再開発は住民の反対により遅れていたが、1994年に都市計画が決定し、2010年4月に商業施設トツカーナが完成した。2013年に戸塚区総合庁舎が駅前に完成したことで、西口周辺の再開発は終了した。

## 地理
横浜市の南西部に位置しており、東は南区と港南区、西は泉区と藤沢市、南は栄区と鎌倉市、北は旭区と保土ケ谷区に接している。南北にJR東海道線・横須賀線が、東西に市営地下鉄ブルーラインが通り、その結節点である戸塚駅がほぼ区の中心に位置する。
主要な道路としては国道1号線、環状2号線、環状4号線などが通る。都市計画道路の整備率は横浜市の中で低く、国道1号線は区内の中心部で慢性的な混雑状態になっている。
区内には多くの河川があり、境川とその支流である宇田川による流域と、柏尾川（境川支流）とその支流である阿久和川や舞岡川などによる流域からなっている。境川と柏尾川の周辺は広がりのある低地域が存在し、平戸永谷川、川上川、名瀬川、阿久和川、舞岡川、宇田川などが谷戸を刻み、周辺部は複雑な丘陵地形が形成されている。柏尾川流域は工場が密集している。また、丘陵地では住宅地や大規模な住宅団地が開発されている。

## 地名の由来
伝説によると、「戸塚」の地名には「富塚（富塚古墳）」「十塚」「豊塚」という三つの由来がある。また、富塚八幡宮（戸塚町）の縁起には、平安時代の後期、戸塚修六郎友晴及びその子孫がこの地の開発に努力したので「戸塚」と呼ぶようになったと記述されている。

## 年表
- 1601年（慶長6年）、東海道成立[6]。
- 1604年（慶長9年）、戸塚宿成立[6]。
- 1856年（安政3年）、柏尾川に桜植樹[6]。
- 1859年（安政6年）6月2日、横浜港開港[6]。
- 1873年（明治6年）、富塚学舎（現戸塚小学校）開校（このほかに区内で20数校開校）[6]。
- 1878年（明治11年）、戸塚町に鎌倉郡役所が設置。
- 1887年（明治20年）、東海道本線開通により戸塚駅設置[6]。
- 1933年（昭和8年）、戸塚競馬場竣工（吉田町、のちに汲沢町へ）[6]。
- 1937年（昭和12年）、戸塚駅東口開設[6]。
- 1939年（昭和14年）4月1日、鎌倉郡内の1町7か村（戸塚町、川上村、豊田村、中和田村、本郷村、瀬谷村、中川村、大正村）が横浜市に合併し、戸塚区が誕生（人口：約36,000人、世帯数：約6,000世帯）。戸塚町にあった鎌倉郡役所が鎌倉町に移転する[6]。また、郡役所跡地に戸塚警察署が竣工（現在は移転）。
- 1946年（昭和21年）10月、戸塚区初の老人福祉施設「聖母の園養老院」開院（現原宿四丁目）。
- 1947年（昭和22年）4月、岡津・大正・戸塚・中和田・本郷の5中学校開校、戸塚・豊田・中和田・川上・本郷・大正・岡津の7国民学校が小学校となる。
- 1952年（昭和27年）5月、柏尾川で桜植樹始まる（ソメイヨシノの苗木2,000本）。10月、西谷浄水場（保土ケ谷区）〜戸塚間の水道管敷設工事完了。区内5万人の家庭に給水開始。
- 1955年（昭和30年）2月、いわゆるワンマン道路が開通（国道1号不動坂〜大坂上）[6]。
- 1957年（昭和32年）4月、第1回「戸塚桜まつり」開催（柏尾川堤）。
- 1959年（昭和34年）10月、横浜新道が開通(保土ケ谷区〜上矢部町)[6]。
- 1961年（昭和61年）1月13日、秋葉踏切でダンプカーと東海道本線上り電車が衝突して脱線。そこへ横須賀線下り電車が侵入して脱線車両と二重衝突。乗員乗客9人が死亡、13名が重傷、83人軽傷[14]。
- 1962年（昭和37年）3月、戸塚電報電話局管内の電話が、交換手が接続を行う手動式から自動ダイヤル式となる。
- 1964年（昭和39年）8月、横浜ドリームランド開園（俣野町）[6]。
- 1965年（昭和40年）5月、戸塚区旧総合庁舎が戸塚町に完成[6]。
- 1969年（昭和44年）10月、戸塚区から瀬谷区が分区[6]。
- 1971年（昭和46年）11月、戸塚区が14区中最大の人口規模となる（254,620人で鶴見区を抜く）[6]。
- 1975年（昭和50年）10月、戸塚区の人口が全国の政令指定都市行政区の中で最大となる（339,421人で福岡市西区を抜く）[6]。
- 1976年（昭和51年）9月11日 - 台風（昭和51年台風第17号）の接近に伴う集中豪雨により柏尾川が氾濫。矢部団地では1.5mほど浸水する場所もあり、ボートで救出活動が行われた[15]。
- 1977年（昭和52年）11月、第1回「戸塚区民まつり」開催[6]。
- 1978年（昭和53年）10月、区内初、戸塚地区センター、戸塚公会堂開館（戸塚町）[6]。11月、戸塚図書館開館（戸塚町）。11月、第1回「戸塚区民文化祭」開催[6]。
- 1980年（昭和55年）10月、横須賀線東戸塚駅が開業[6]。東海道線が戸塚駅に停車。
- 1984年（昭和59年）4月、戸塚スポーツセンター開館（上倉田町）[6]。
- 1985年（昭和60年）3月、横浜市営地下鉄　上永谷駅〜舞岡駅開通。舞岡駅開業。4月、明治学院大学横浜校舎開校（上倉田町）[6]。
- 1986年（昭和61年）11月、戸塚駅東口再開発ビル「ラピス戸塚」オープン[6]。11月、戸塚区から栄区・泉区が分区[6]。
- 1987年（昭和62年）5月、横浜市営地下鉄　舞岡駅〜戸塚駅開通、地下鉄戸塚駅開業[6]。
- 1988年（昭和63年）9月、横浜女性フォーラム開館（上倉田町、現男女共同参画センター横浜）[6]。
- 1989年（平成元年）10月、区内初、東戸塚行政サービスコーナー開設、戸塚地域療育センター開館（川上町）[6]。
- 1993年（平成5年）5月、区内初、上矢部地域ケアプラザ開館（知的障害者通所施設「であい」併設、上矢部町）[16]。
- 1994年（平成6年）10月、戸塚駅西口再開発事業都市計画決定[6]。
- 1996年（平成8年）4月、舞岡公園全面開園（舞岡町）[6]。
- 1999年（平成11年）8月、横浜市営地下鉄戸塚駅〜湘南台駅開通[6]。
- 2002年（平成14年）2月、横浜ドリームランド閉園（俣野町）[6]。
- 2003年（平成15年）4月、神奈川県立豊田高等学校と神奈川県立汲沢高等学校が統合して、神奈川県立横浜桜陽高等学校となる[17]。
- 2006年（平成18年）4月、横浜薬科大学開校(俣野町、ドリームランド跡地)[6]。
- 2007年（平成19年）3月、市営墓地メモリアルグリーン開園(俣野町、ドリームランド跡地)。10月、戸塚駅西口再開発起工式[6]。
- 2008年（平成20年）4月、俣野公園全面開園(俣野町、ドリームランド跡地)[6]。
- 2009年（平成21年）3月、「とつか区民活動センター」と戸塚区地域子育て支援拠点「とっとの芽」オープン（川上町）[6]。4月1日、戸塚区制70周年。
- 2010年（平成22年）、戸塚駅西口に「トツカーナ」オープン[6]。戸塚バスセンター移設開業[6]。原宿交差点の立体化工事完成[6]。
- 2011年（平成23年）、戸塚駅西口バス停新設[6]。
- 2013年（平成25年）、戸塚区新総合庁舎完成[6]。戸塚駅西口再開発事業完了[6]。
- 2017年（平成29年）2月10日、県指定天然記念物「益田家のモチノキ」伐採事件発生[18]。2019年に枯死し、天然記念物の指定を解除された[19]。

## 人口
- 1940年　 42,697
- 1945年　 61,781
- 1947年　 65,330
- 1950年　 69,425
- 1955年　 82,084
- 1960年　113,514
- 1965年　207,606
- 1970年　248,696
- 1975年　339,420
- 1980年　402,239
- 1985年　444,116
- 1990年　238,536（栄区・泉区が分区）
- 1995年　243,400
- 2000年　251,020
- 2005年　261,616
- 2010年　274,324
- 2015年　275,283[6]

## 町名
戸塚区内では、一部の区域で住居表示に関する法律に基づく住居表示が実施されている。
| 町名         | 町名の読み         | 設置年月日     | 住居表示実施年月日 | 住居表示実施直前の町名                 | 備考                 |
| ------------ | ------------------ | -------------- | ------------------ | -------------------------------------- | -------------------- |
| 下倉田町     | しもくらたちょう   | 1939年4月1日   | 未実施             |                                        |                      |
| 上倉田町     | かみくらたちょう   | 1939年4月1日   | 未実施             |                                        |                      |
| 吉田町       | よしだちょう       | 1939年4月1日   | 未実施             |                                        |                      |
| 矢部町       | やべちょう         | 1939年4月1日   | 未実施             |                                        |                      |
| 鳥が丘       | とりがおか         | 1978年8月27日  | 未実施             |                                        | 町名地番整理実施区域 |
| 戸塚町       | とつかちょう       | 1939年4月1日   | 未実施             |                                        |                      |
| 汲沢町       | ぐみざわちょう     | 1939年4月1日   | 未実施             |                                        |                      |
| 汲沢一丁目   | ぐみざわ           | 1983年7月18日  | 1983年7月18日      | 汲沢町、戸塚町の各一部                 |                      |
| 汲沢二丁目   | ぐみざわ           | 1983年7月18日  | 1983年7月18日      | 汲沢町、戸塚町の各一部                 |                      |
| 汲沢三丁目   | ぐみざわ           | 1983年7月18日  | 1983年7月18日      | 汲沢町、戸塚町の各一部                 |                      |
| 汲沢四丁目   | ぐみざわ           | 1983年7月18日  | 1983年7月18日      | 汲沢町、戸塚町の各一部                 |                      |
| 汲沢五丁目   | ぐみざわ           | 1985年7月22日  | 1985年7月22日      | 汲沢町の一部                           |                      |
| 汲沢六丁目   | ぐみざわ           | 1985年7月22日  | 1985年7月22日      | 汲沢町の一部                           |                      |
| 汲沢七丁目   | ぐみざわ           | 1985年7月22日  | 1985年7月22日      | 汲沢町の一部                           |                      |
| 汲沢八丁目   | ぐみざわ           | 1985年7月22日  | 1985年7月22日      | 汲沢町の一部                           |                      |
| 深谷町       | ふかやちょう       | 1939年4月1日   | 未実施             |                                        |                      |
| 原宿一丁目   | はらじゅく         | 1999年10月25日 | 1999年10月25日     | 原宿町の全部及び小雀町、深谷町の各一部 |                      |
| 原宿二丁目   | はらじゅく         | 1999年10月25日 | 1999年10月25日     | 原宿町の全部及び小雀町、深谷町の各一部 |                      |
| 原宿三丁目   | はらじゅく         | 1999年10月25日 | 1999年10月25日     | 原宿町の全部及び小雀町、深谷町の各一部 |                      |
| 原宿四丁目   | はらじゅく         | 1999年10月25日 | 1999年10月25日     | 原宿町の全部及び小雀町、深谷町の各一部 |                      |
| 原宿五丁目   | はらじゅく         | 1999年10月25日 | 1999年10月25日     | 原宿町の全部及び小雀町、深谷町の各一部 |                      |
| 俣野町       | またのちょう       | 1939年4月1日   | 未実施             |                                        |                      |
| 東俣野町     | ひがしまたのちょう | 1939年4月1日   | 未実施             |                                        |                      |
| 影取町       | かげとりちょう     | 1939年4月1日   | 未実施             |                                        |                      |
| 小雀町       | こすずめちょう     | 1939年4月1日   | 未実施             |                                        |                      |
| 舞岡町       | まいおかちょう     | 1939年4月1日   | 未実施             |                                        |                      |
| 南舞岡一丁目 | みなみまいおか     | 1980年11月10日 | 1980年11月10日     | 舞岡町、港南区上永谷町の各一部         |                      |
| 南舞岡二丁目 | みなみまいおか     | 1980年11月10日 | 1980年11月10日     | 舞岡町、港南区上永谷町の各一部         |                      |
| 南舞岡三丁目 | みなみまいおか     | 1980年11月10日 | 1980年11月10日     | 舞岡町、港南区上永谷町の各一部         |                      |
| 南舞岡四丁目 | みなみまいおか     | 1980年11月10日 | 1980年11月10日     | 舞岡町、港南区上永谷町の各一部         |                      |
| 柏尾町       | かしおちょう       | 1939年4月1日   | 未実施             |                                        |                      |
| 上柏尾町     | かみかしおちょう   | 1939年4月1日   | 未実施             |                                        |                      |
| 平戸町       | ひらどちょう       | 1939年4月1日   | 未実施             |                                        |                      |
| 平戸一丁目   | ひらど             | 1982年7月19日  | 1982年7月19日      | 平戸町の一部                           |                      |
| 平戸二丁目   | ひらど             | 1982年7月19日  | 1982年7月19日      | 平戸町の一部                           |                      |
| 平戸三丁目   | ひらど             | 1982年7月19日  | 1982年7月19日      | 平戸町の一部                           |                      |
| 平戸四丁目   | ひらど             | 1982年7月19日  | 1982年7月19日      | 平戸町の一部                           |                      |
| 平戸五丁目   | ひらど             | 1982年7月19日  | 1982年7月19日      | 平戸町の一部                           |                      |
| 品濃町       | しなのちょう       | 1939年4月1日   | 未実施             |                                        |                      |
| 川上町       | かわかみちょう     | 1939年4月1日   | 未実施             |                                        |                      |
| 前田町       | まえだちょう       | 1939年4月1日   | 未実施             |                                        |                      |
| 秋葉町       | あきばちょう       | 1939年4月1日   | 未実施             |                                        |                      |
| 名瀬町       | なせちょう         | 1939年4月1日   | 未実施             |                                        |                      |
| 上矢部町     | かみやべちょう     | 1939年4月1日   | 未実施             |                                        |                      |
| 上品濃       | かみしなの         | 1996年10月21日 | 1996年10月21日     | 川上町、品濃町の各一部                 |                      |

## 住宅

### 大規模マンション
- フォートンヒルズ
- グランドメゾン東戸塚
- プライズヒル
- シティテラス横濱戸塚
- パークタワー東戸塚
- レイディアントシティ戸塚
- ニューシティ東戸塚ル・パルクシエル
- グランシティパレドリヴァージュ
- ニューシティ東戸塚ビータワー
- グランセレッソ横濱戸塚
- グランガーデン東戸塚
- モデラピークス戸塚
- ニューシティ東戸塚
- ソフィア戸塚アクアステージ
- ラムーナ横浜戸塚フォレストリッジ
- ニューシティ東戸塚タワーズシティファースト
- ザ・パークハウス　東戸塚レジデンス
- ラムーナ横浜戸塚
- ヴェレーナ東戸塚
- グランフォーレ戸塚ヒルブリーズリッジ
- ユードリーム横濱戸塚
- コスモ戸塚リベラヒルズ
- モアステージ戸塚
- ブリリアアーブリオ戸塚
- ベリスタタワー東戸塚
- ネオコーポ戸塚
- ロイヤルヒルズ東戸塚
- 横浜サウスユニバーサルレジデンス
- ザ・テラス戸塚グランターミナル
- ニックライブステイツ戸塚ガーデン
- ブロードスクエア戸塚ウエストコート
- コスモ東戸塚グランパルク
- ウィスティリアヒルズ戸塚
- ヴェレーナ東戸塚
- ピアパレス戸塚
- グリーンコーポ東戸塚
- ゼファーヒルズトゥ横浜戸塚
- プライマルシティプライマルレジデンス
- コスモフェスタ戸塚
- モアコート戸塚
- ルネ横浜戸塚

### 住宅団地
- 横浜市住宅供給公社ドリームハイツ（深谷町）
- 神奈川県住宅供給公社ドリームハイツ（俣野町）
- 住宅・都市整備公団コンフォール上倉田
- UR 下倉田団地（下倉田町、2C、賃貸374 1958年）
- UR 上倉田団地（上倉田町、賃貸640 1959年）
- UR 矢部団地（矢部、特殊設計 賃貸811 1960年）
- UR 大正団地（原宿 (横浜市)）
- 原宿 (横浜市)県営団地
- 県営柏尾団地（上柏尾町）
- 県営サイドヒル矢部（矢部町）
- 県営川上第一団地（川上町497外）
- 県営汲沢団地（汲沢1丁目）
- 県営平戸団地（平戸町）
- 県営柏陽台団地（柏尾町）
- 県営川上第二団地（川上町）
- 県営チェリーヒルズ上倉田（上倉田町）
- 県営原宿団地（原宿5丁目）

## 行政
区長
近藤武氏（2024年4月1日 - ）
歴代区長
地曳良夫（ - 2004年3月31日）
塚原良一（2004年4月1日 - 2007年3月31日）
谷内徹（2007年4月1日 - 2010年3月31日）
葛西光春（2010年4月1日 - 2014年3月31日）
田雑由紀乃（2014年4月1日 - 2019年3月31日）
吉泉英紀（2019年4月1日 - 2022年3月31日）
國本直哉（2022年4月1日 - 2024年3月31日）

## 商業施設

### 戸塚駅周辺地区

#### 東口エリア都市型商業施設

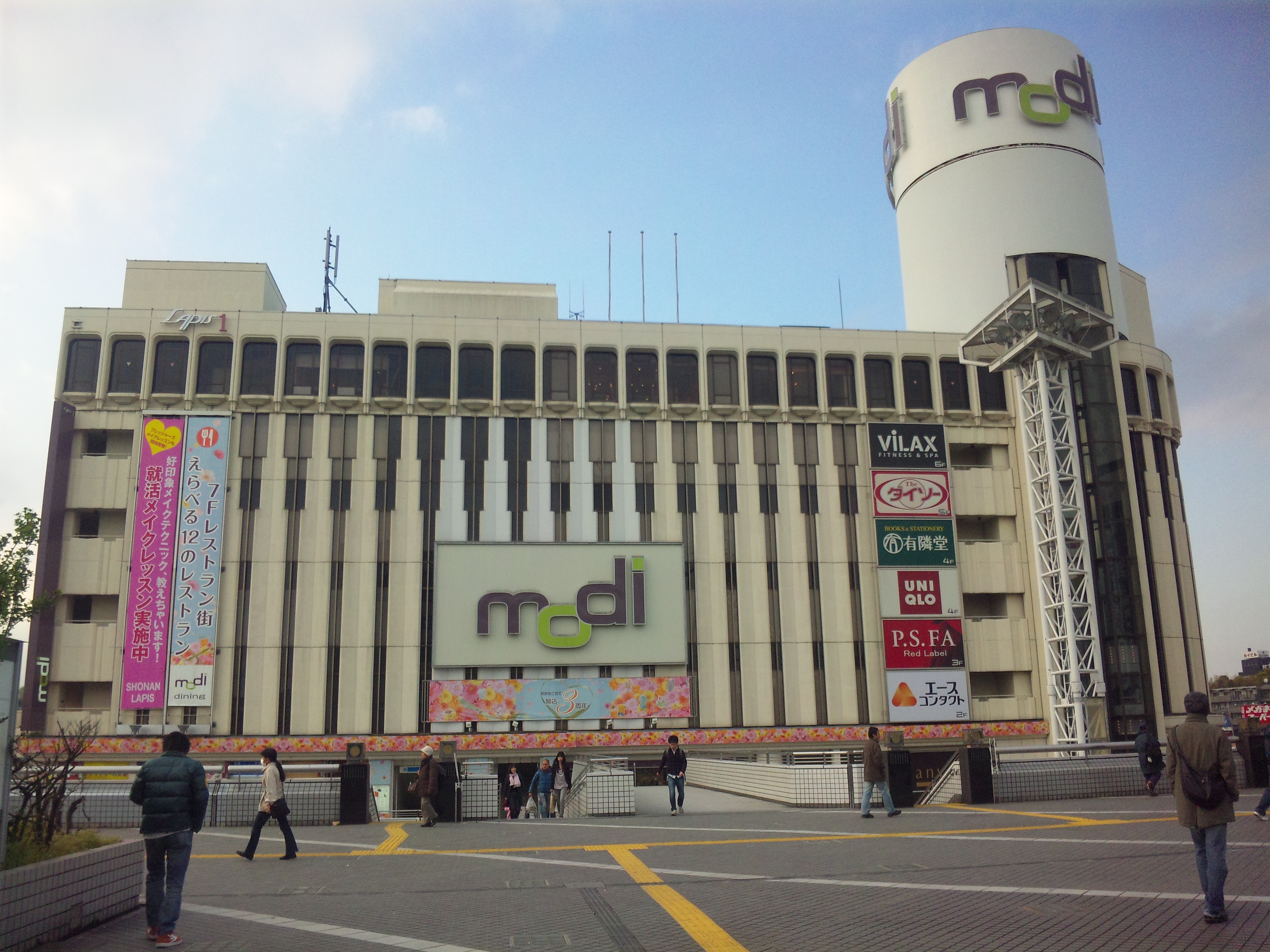
ラピス戸塚1（戸塚モディ）

- ラピス戸塚1（戸塚モディ）
  - まるい食遊館戸塚店（戸塚モディ）
- ラピス戸塚2
- ラピス戸塚3
- アピタ戸塚店[注釈 2]

#### 西口エリア都市型商業施設

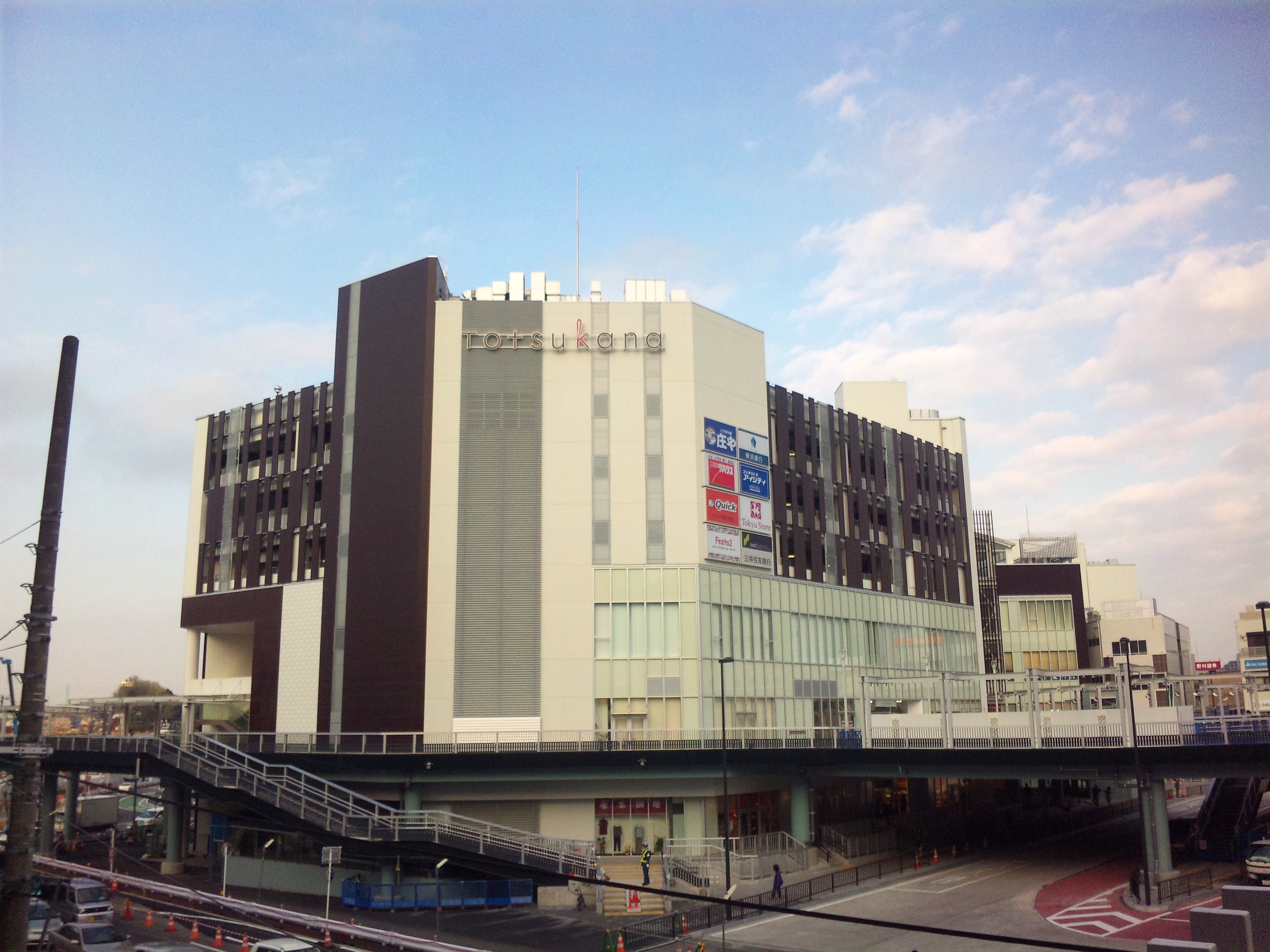
トツカーナ

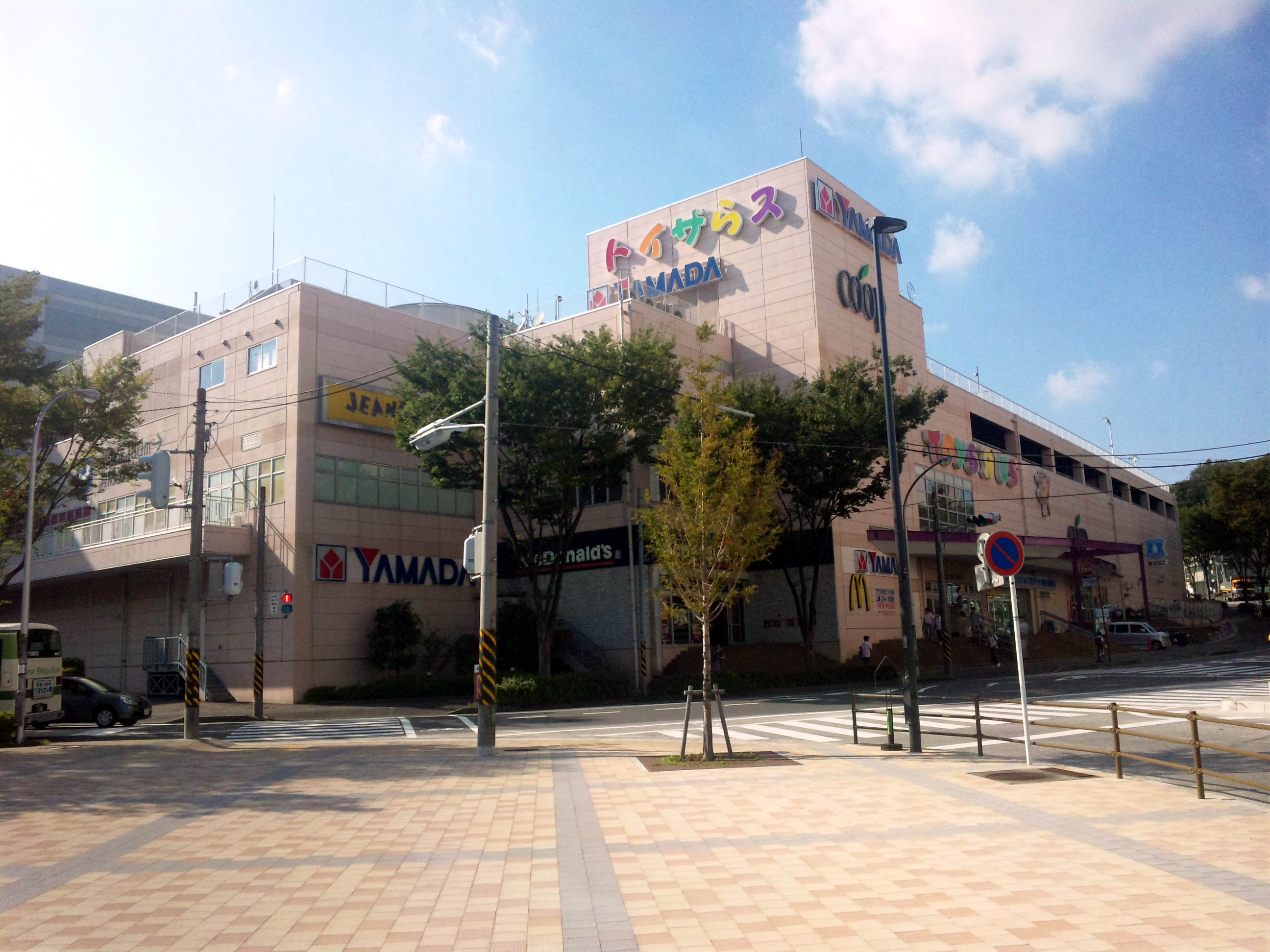
東戸塚西口プラザ

- トツカーナ（東急プラザ戸塚・トツカーナモール）
  - 東急プラザ戸塚
  - トツカーナモール
- 戸塚パルソ （PALLSO）
- サクラス戸塚

### 東戸塚駅周辺地区

#### 東口エリア都市型商業施設
- オーロラシティ
  - 西武東戸塚S.C.[注釈 3]
    - オーロラモール館
    - オーロラモールアネックス館

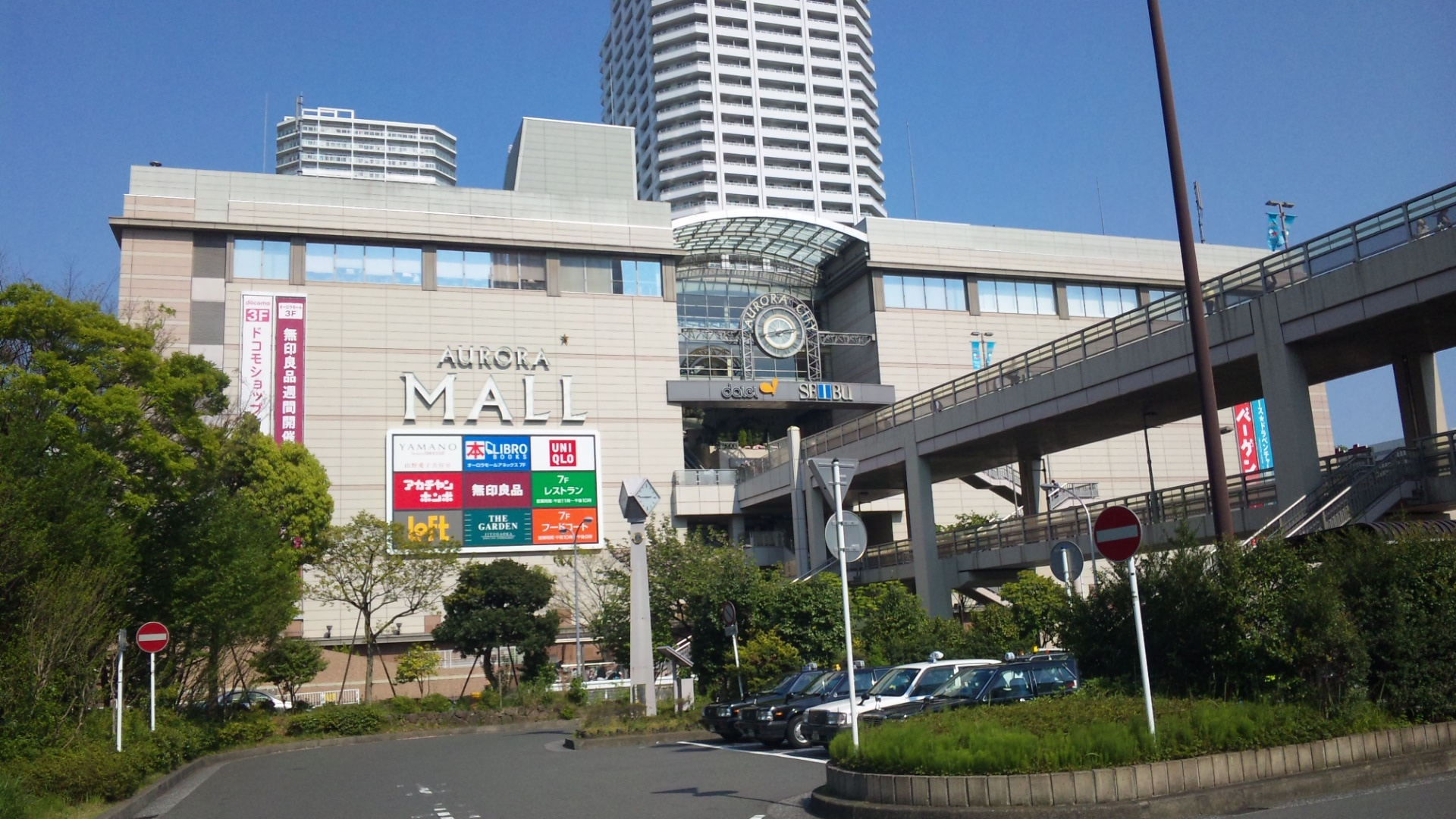
オーロラシティ

  - イオンスタイル東戸塚店[注釈 4]

#### 西口エリア都市型商業施設
- 東戸塚西口プラザ

## 金融機関

### 証券会社
- 野村證券 戸塚支店
- 大和証券 戸塚支店

### 郵便局
- 戸塚郵便局

### 都市銀行
- 三菱UFJ銀行 戸塚支店、戸塚駅前支店（戸塚支店の店舗内店舗化（ブランチインブランチ））、東戸塚支店（同左）
- 三井住友銀行 戸塚支店、東戸塚支店
- みずほ銀行 戸塚支店、東戸塚支店
- りそな銀行 戸塚支店

### 地方銀行
- 横浜銀行 戸塚支店、新戸塚支店（東口、アピタ戸塚店前）、戸塚南支店、東戸塚駅前支店
- スルガ銀行 横浜戸塚支店
- 静岡銀行戸塚支店

### 信用金庫
- 横浜信用金庫 戸塚支店、戸塚東口支店、東戸塚支店
- 湘南信用金庫 戸塚支店

## 戸塚区に本社を置く企業

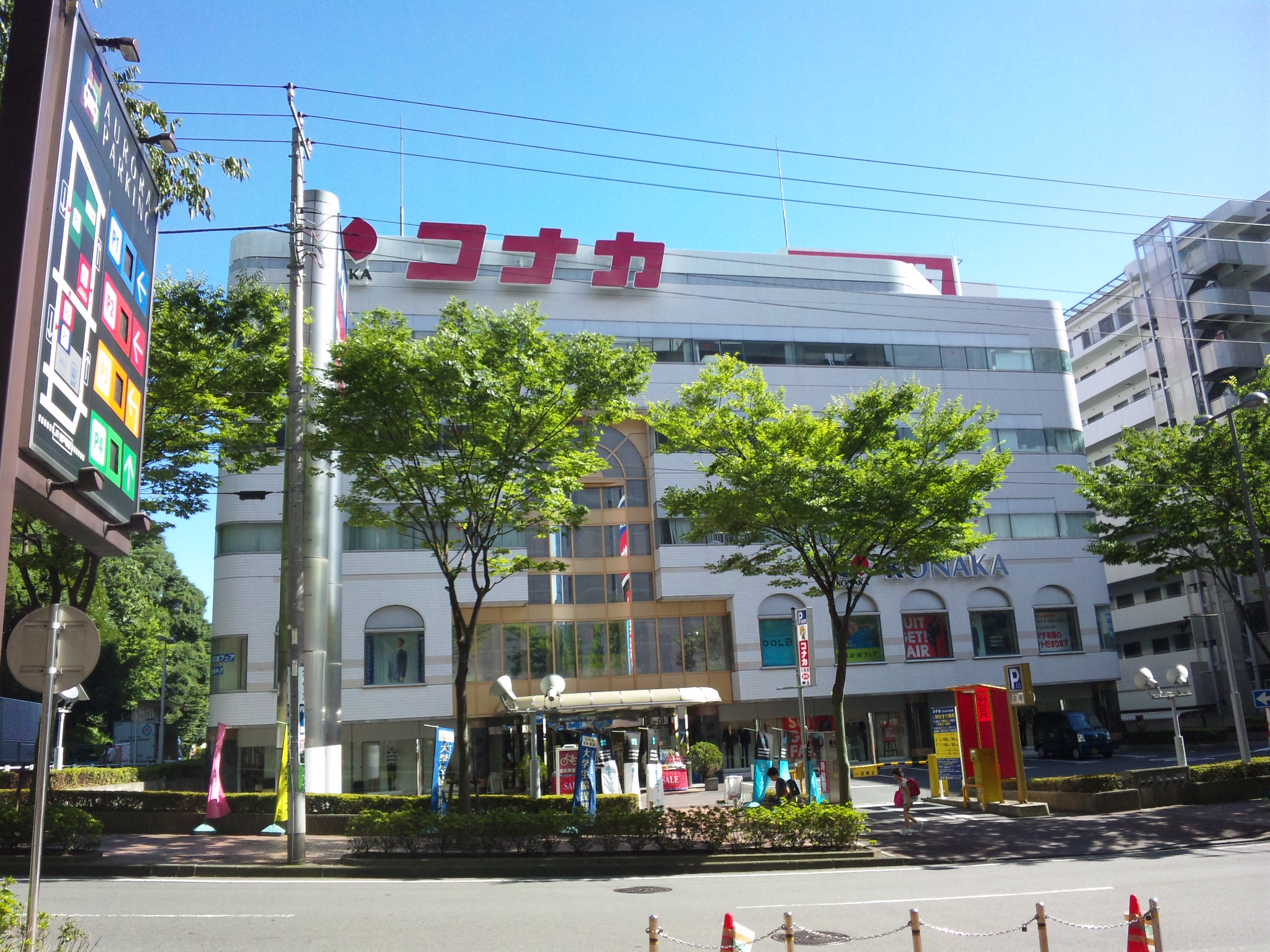
紳士服のコナカ東戸塚総本店（本社）

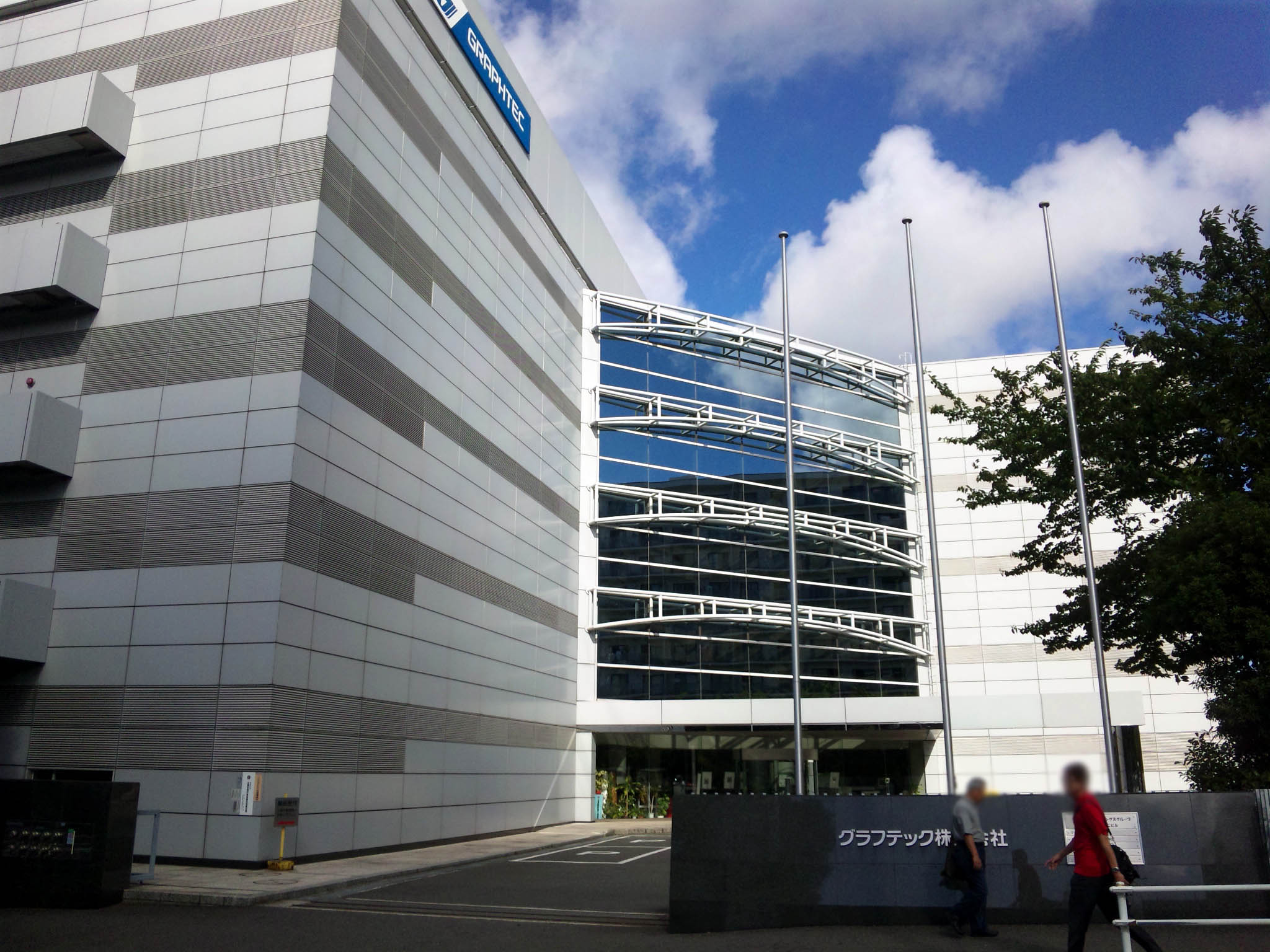
グラフテック本社

- 大川印刷（崎陽軒弁当の包装紙を印刷）
- 大倉陶園
- かもめプロペラ
- グラフテック
- コナカ
- 住電通信エンジニアリング
- 大洋建設
- 横濱文明堂
- 楽陽食品
- 六国建設
- 坂本写真
- 宝製菓
- 山田ホールディングス
- MM株式会社

## 工場
- アサヒコーポレーション
- 紀文
- 第一パン
- 大成建設技術センター
- 高田工業[20]
- 日清食品
- ファルテック
- ブリヂストン
- 古林紙工
- ポーラ化粧品
- 日立製作所
- 山崎製パン
- JAS株式会社

## 医療

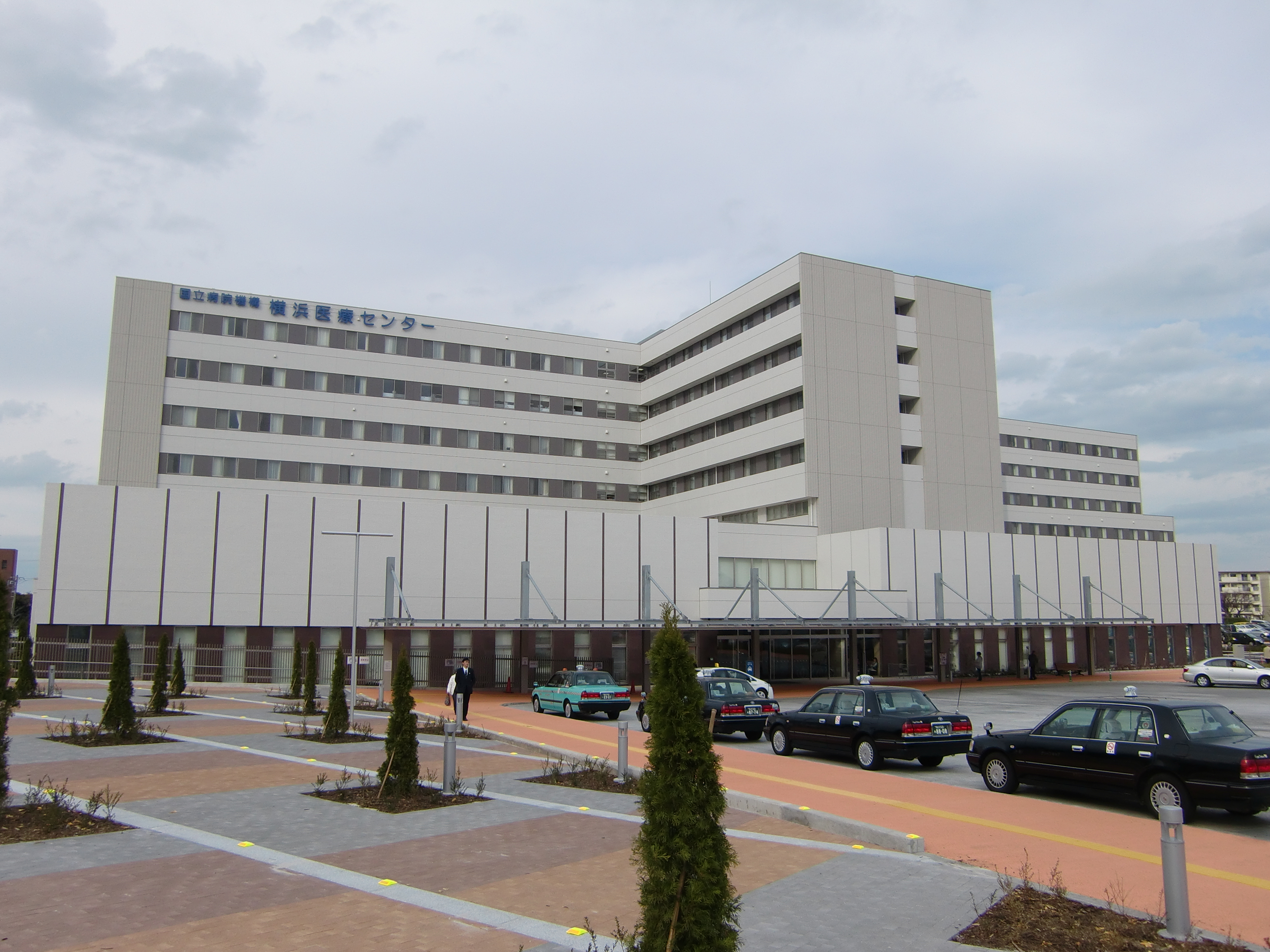
独立行政法人国立病院機構横浜医療センター

### 総合病院・専門病院
- 国立病院機構横浜医療センター
- 戸塚共立第1病院
- 戸塚共立第2病院
- 平成横浜病院
- 西横浜国際総合病院
- 戸塚病院
- 戸塚中央病院
- 十慈堂病院
- 横浜舞岡病院
- 東戸塚記念病院
- ふれあい東戸塚ホスピタル
- 新戸塚病院
- 横浜丘の上病院
- 十愛病院

## 教育

### 大学
- 明治学院大学 横浜キャンパス
- 横浜薬科大学
- 横浜市立大学 舞岡キャンパス
- 湘南医療大学

### 短期大学
- なし[注釈 5]

### 専門学校
- 横浜医療センター附属看護学校
- 横浜未来看護専門学校
- 横浜YMCAスポーツ専門学校
- 横浜保育福祉専門学校
- 横浜リハビリテーション専門学校

### 高等学校
公立
- 横浜市立戸塚高等学校
- 神奈川県立上矢部高等学校
- 神奈川県立舞岡高等学校
- 神奈川県立横浜桜陽高等学校

私立
- 公文国際学園高等部

### 中学校
公立
- 横浜市立戸塚中学校
- 横浜市立大正中学校
- 横浜市立舞岡中学校
- 横浜市立汲沢中学校
- 横浜市立豊田中学校
- 横浜市立境木中学校
- 横浜市立名瀬中学校
- 横浜市立深谷中学校
- 横浜市立秋葉中学校
- 横浜市立平戸中学校
- 横浜市立南戸塚中学校
- 横浜市立緑園義務教育学校（泉区）[注釈 6]

私立
- 公文国際学園中等部

### 小学校
公立
- 横浜市立東戸塚小学校
- 横浜市立汲沢小学校
- 横浜市立東汲沢小学校
- 横浜市立舞岡小学校
- 横浜市立倉田小学校
- 横浜市立鳥が丘小学校
- 横浜市立矢部小学校
- 横浜市立柏尾小学校
- 横浜市立南戸塚小学校
- 横浜市立秋葉小学校
- 横浜市立品濃小学校
- 横浜市立東品濃小学校
- 横浜市立東俣野小学校
- 横浜市立小雀小学校
- 横浜市立境木小学校
- 横浜市立名瀬小学校
- 横浜市立川上小学校
- 横浜市立川上北小学校
- 横浜市立大正小学校
- 横浜市立下郷小学校
- 横浜市立戸塚小学校
- 横浜市立平戸小学校
- 横浜市立深谷小学校
- 横浜市立平戸台小学校
- 横浜市立南舞岡小学校
- 横浜市立横浜深谷台小学校[注釈 7]
- 横浜市立上矢部小学校
- 横浜市立俣野小学校（平成29年度廃校）
- 横浜市立深谷台小学校（平成29年度廃校）
- 横浜市立緑園義務教育学校（泉区）[注釈 6]

### 特別支援学校
- 横浜市立東俣野特別支援学校

### 文部科学省認可外の教育施設
- 日本バプテスト神学校

## 交通

### 鉄道
東日本旅客鉄道（JR東日本）
 東海道線・■上野東京ライン
- - 戸塚駅 -

 横須賀線・ 湘南新宿ライン
- - 戸塚駅 - 東戸塚駅 -

※湘南新宿ラインは列車ごとに停車駅が異なる
横浜市営地下鉄
 ブルーライン
- - （踊場駅） - 戸塚駅 - 舞岡駅 -
  - 踊場駅は泉区に所在するが、戸塚区にも出口が置かれている。

- 廃止路線
  - ドリーム開発ドリームランド線（ドリームモノレール）、ドリームランド駅

### 路線バス
- 神奈川中央交通
  - 神奈川中央交通舞岡営業所
- 横浜市営バス
- 相鉄バス
- 江ノ電バス
- 小雀乗合バス（株式会社共同）
- 横浜京急バス（羽田空港リムジン）
- 京成バス（成田空港リムジン）
- 南海バス（高速バス）

### 道路
- 横浜環状道路
  - 横浜環状南線 : 釜利谷JCT-戸塚IC（事業主体：東日本高速道路、国土交通省横浜国道事務所）
  - 横浜環状道路西側区間 : 戸塚IC-港北JCT（計画路線）
- 国道1号
  - 横浜新道（ - 川上IC - 戸塚TB/PA - 上矢部IC - 戸塚終点）
  - 戸塚道路
- 神奈川県道23号原宿六ツ浦線
- 神奈川県道203号大船停車場矢部線
- 神奈川県道218号弥生台桜木町線
- 神奈川県道401号瀬谷柏尾線
- 神奈川県道402号阿久和鎌倉線
- 神奈川県道403号菖蒲沢戸塚線
- 環状2号線
- 環状3号線
- 環状4号線
- 横浜市道戸塚大船線
- 横浜市道舞岡上郷線

### その他のインフラ
- 小雀浄水場 －1965年開場。相模川水流を寒川で取水している。市内各区と横須賀市に供給。
- 戸塚変電所 －1922年開所。市内各区と横須賀に送電。

## 名所・旧跡・観光スポット・祭事・催事
- 富塚古墳
- 旧東海道の松並木
- 舞岡公園

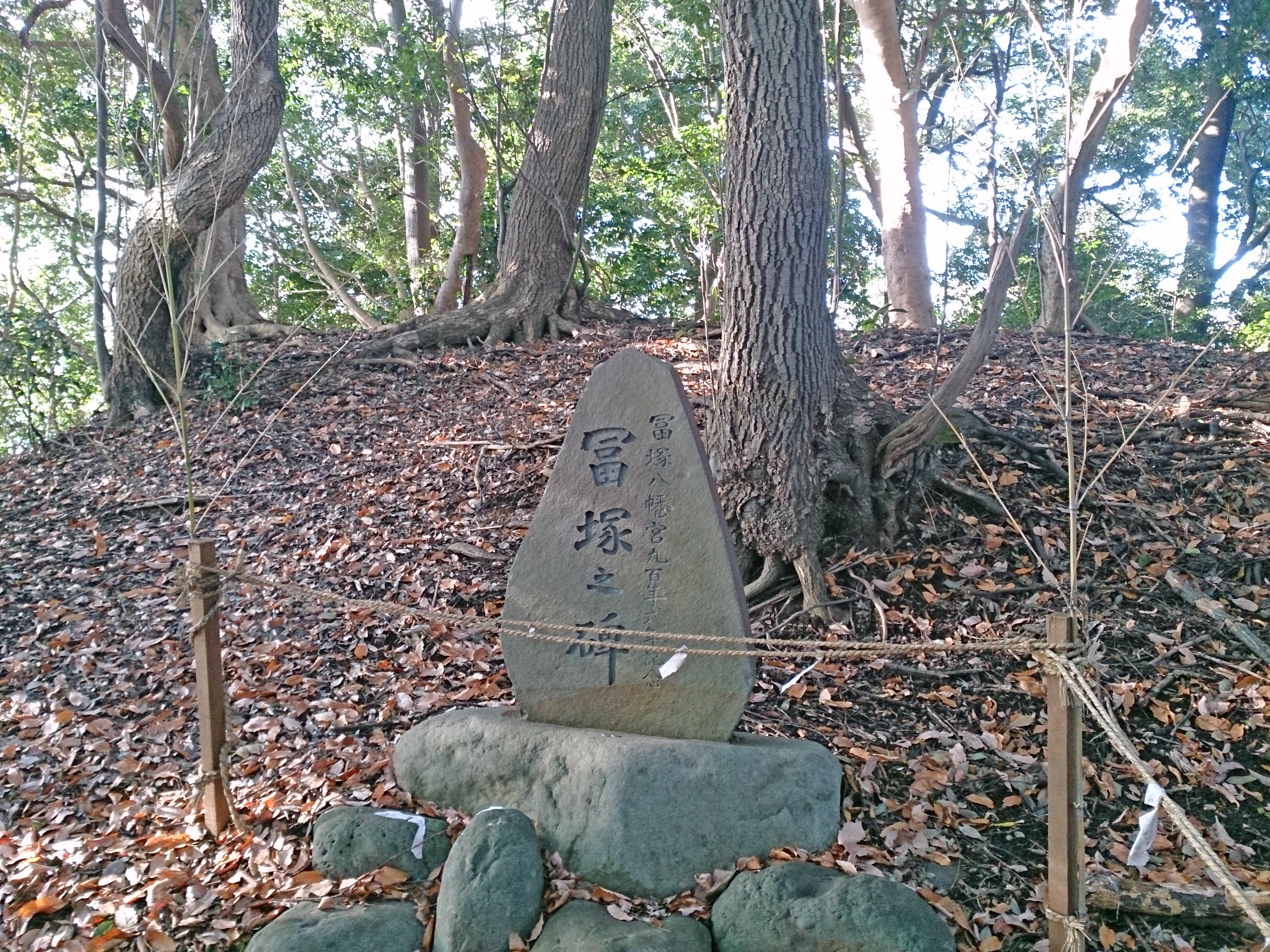
富塚古墳

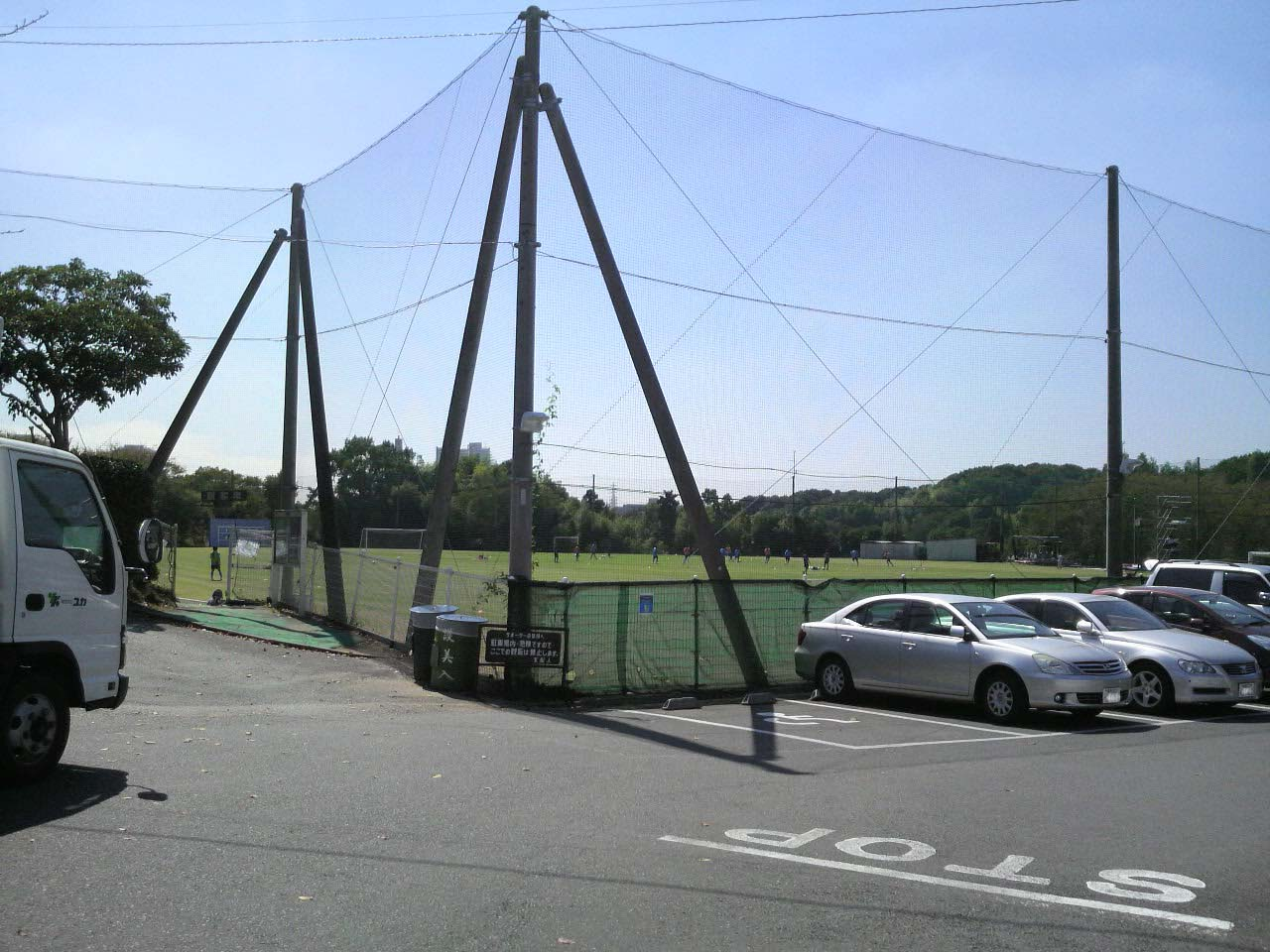
横浜FC LEOCトレーニングセンター

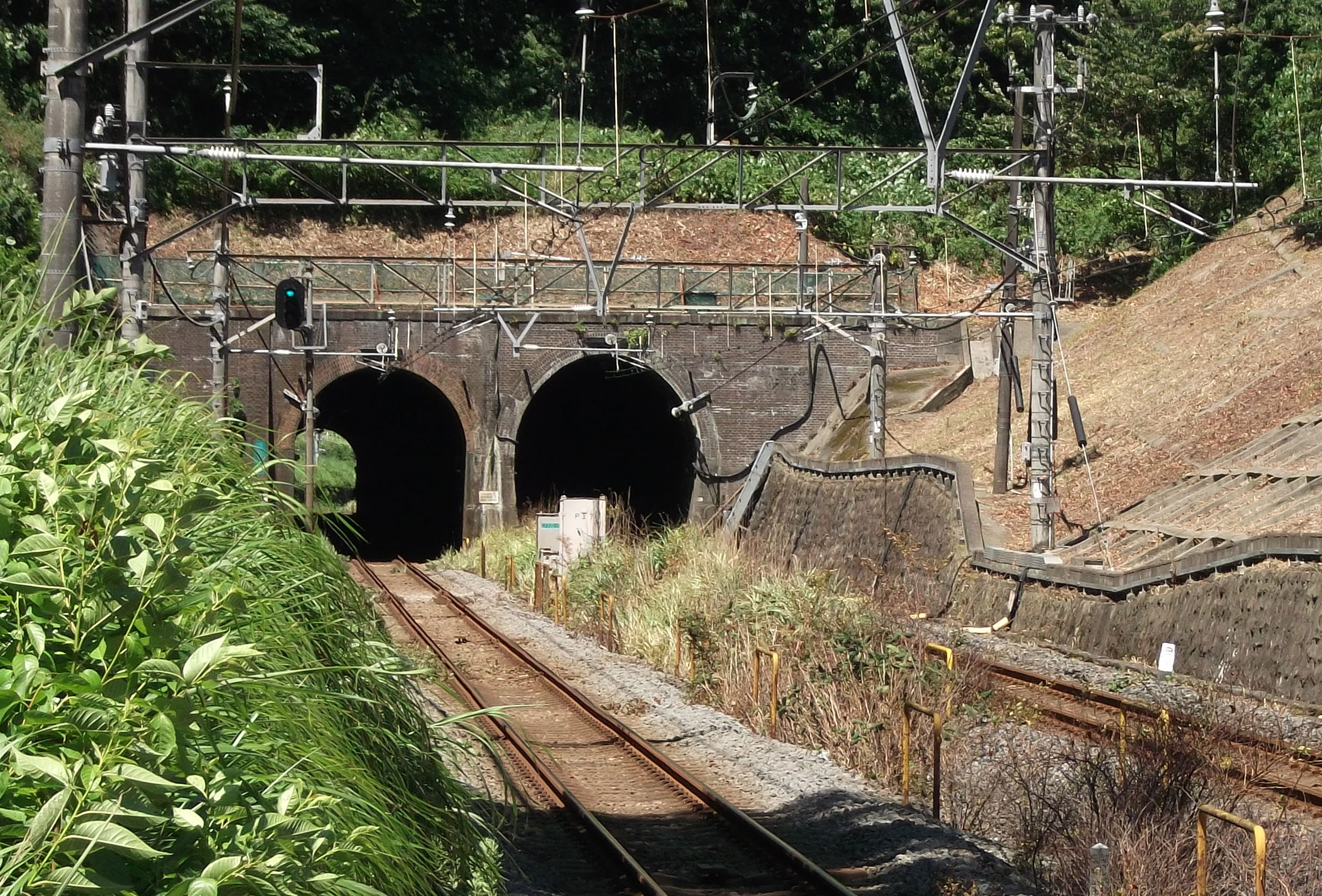
清水谷戸トンネル

- 新沢池公園（戸塚町。戸塚の水道の水源地であったが池は現存していない）
- 益田家のモチノキ
- ウイトリッヒの森（原宿）
- 旧ウィトリッヒ邸（矢部町）
- まさかりが淵市民の森 - 民話の伝承地（汲沢）
- 箱根駅伝戸塚中継所
- 柏尾川の桜並木とミズキンバイ
- 白旗神社（品濃町、平戸）
- 八坂神社の夏祭りとお札まき - 横浜市指定無形民俗文化財
- 藤原実方の実方塚（供養碑）・歌碑 - 倉田に多い実方姓の起源と伝える
- 南谷（みなみやと）の大わらじ（下倉田町）
- 紅葉滝（下倉田町）
- 丹後山（上矢部町。丹後内侍伝説）
- 護良親王首洗い井戸（柏尾町王子神社）
- 旧住友家俣野別邸（国の重要文化財・2009年3月放火焼失により解除）
- 永勝寺（親鸞聖人ゆかりの寺、下倉田町）
- 親縁寺
- 横浜市戸塚斎場
- お軽勘平道行の碑（仮名手本忠臣蔵）（戸塚町）
- 富塚八幡宮（戸塚町）
- 横浜FC LEOCトレーニングセンター Jリーグクラブ横浜FC練習場
- 戸塚カントリークラブ
- 清水谷戸トンネル - 現役最古の鉄道トンネル
- ミズキンバイ - 柏尾川沿いのミズキンバイは都市河川としては全国唯一のものである。
- 盛徳寺（阿波富田藩ゆかりの寺、上倉田町）
- 品濃一里塚（品濃町、平戸）

## 戸塚区出身の著名人
政治・実業
- 田辺徳五郎 - 衆議院議員
- 江幡哲也 - オールアバウト創業者・社長兼CEO、ディー・エル・マーケット社長
- 佐野実 - ラーメン店「支那そばや」創業者

芸術・文芸
- 照井裕 - 作家 - 戸塚区出生・出身・居住者
- イケダハヤト - プロブロガー・ライター
- 増田順一 - 作曲家・シナリオライター・プログラマー
- 藤里一郎 - 写真家

音楽・芸能
- 鹿野草平 - 作曲家
- 西本梨江 - ピアニスト
- 榊原まさとし（ダ・カーポ） - 歌手・作曲家・ミュージシャン
- 翔（横浜銀蝿）- 歌手・ミュージシャン
- 嵐ヨシユキ（横浜銀蝿）- 歌手・音楽プロデューサー
- 浜野謙太 - ミュージシャン・俳優
- 細川直美 - 女優
- サイプレス上野とロベルト吉野 - ヒップホップグループ
- 板野友美 - アイドル
- 愛（ヨネダ2000） - お笑い芸人
- 桂伸しん - 落語家
- 藤原麻里菜 - YouTuber・発明家

スポーツ
- 浅井良 - 元プロ野球選手
- 遠藤航 - プロサッカー選手
- 小野智吉 - 元プロサッカー選手
- 近賀ゆかり - 女子サッカー選手、国民栄誉賞・戸塚区区民栄誉賞・横浜市スポーツ栄誉賞受賞者
- 佐古賢一 - 元プロバスケットボール選手、日本バスケットボール協会理事
- 神保れい - 元アーティスティックスイミング選手。1996年アトランタ五輪団体銅メダリスト、2000年シドニー五輪団体銀メダリスト
- 鈴木裕紀 - 元プロバスケットボール選手、指導者
- 高橋建 - 元プロ野球選手（投手）、野球解説者
- 髙田延彦 - 元プロレスラー・総合格闘家、タレント、俳優、実業家
- 豊田寛 - プロ野球選手
- 中川颯 - プロ野球選手
- 中田良弘 - 元プロ野球選手
- 中村俊輔 - サッカー選手、横浜市スポーツ栄誉賞受賞者
- 土生翔太 - プロ野球選手
- 藤田篤 - アメリカンフットボール選手、戸塚区区民栄誉賞受賞者
- 松田知幸 - 射撃選手、警察官、戸塚区区民栄誉賞受賞者
- 松本隆之介 - プロ野球選手
- 三宅学 - 元バスケットボール選手、指導者
- 宮台康平 - 元プロ野球選手
- 渡邉一樹 - 水泳・競泳選手、戸塚区区民栄誉賞受賞者

## 戸塚区ゆかりの著名人

### 居住者
- 諸岡奈央 - 元空手選手、戸塚区区民栄誉賞受賞者
- 笹野由宇 - 空手選手、戸塚区区民栄誉賞受賞者
- 谷結衣子 - 囲碁選手、戸塚区区民栄誉賞受賞者

### 元居住者ほか
- 田中邦裕 - 実業家・さくらインターネット代表取締役社長
- 矢口真里 - アイドル・タレント・歌手・女優・声優
- 山口百恵 - 元アイドル・歌手
- アーノルド・ウイトリッヒ - 農家・DKSHジャパン株式会社社員。ウイトリッヒの森を市に寄贈。

## コミュニティ

### FM放送
- エフエム戸塚

2009年4月29日開局したコミュニティFM。東戸塚駅前の商業施設モレラ東戸塚にスタジオがあり、戸塚駅前の商業施設サクラス戸塚にサテライトスタジオがある。

## その他

### マスコットキャラクター
- とつか再開発くん - 2005年より登場した戸塚駅西口再開発事業キャラクター[22]。体の各パーツは戸塚駅周辺の区域・道路・線路などを表現している[22]。
- ウナシー - 区制70周年記念キャラクター。公募による最優秀作品を、横浜出身の芸術家ミヤケマイがデザイン化したもの[23]。カラフルな牛のようなキャラクター。

### ストリートライブ
「とつか音楽の街づくり事業」としてバンドやシンガーソングライターの弾き語りが精力的に行われている。